# David Lagercrantz
David Gunnar Fransiscus Lagercrantz (n. 4 septembrie 1962, Solna, comitatul Stockholm, Suedia) este un scriitor și jurnalist suedez. El și-a câștigat faima internațională prin Jag är Zlatan Ibrahimović, o biografie a jucătorului de fotbal suedez Zlatan Ibrahimović.

## Biografie
Lagercrantz s-a născut în 1962, părinții fiind Olof Lagercrantz și Martina Ruin. El este fratele actriței suedeze Marika Lagercrantz. David Lagercrantz a crescut în Solna și Drottningholm. A studiat filozofia și știința religiilor. Până în 1993 a lucrat ca reporter investigații pentru cotidianul Expressen.
În 1997 apare cartea saGöran Kropp 8000 plus despre alpinistul Göran Kropp. În anul 2000 apare a doua sa carte, de asemenea o biografie, despre inginerul și inventatorul suedez Håkan Lans.
În primul său roman Syndafall i Wilmslow îl descrie pe matematicianul englez Alan Turing.
În noiembrie 2011 apare Jag är Zlatan Ibrahimović, o biografie a jucătorului de fotbal suedez Zlatan Ibrahimović, conform lui Lagercrantz bazat pe sute de ore de interviuri cu sportivul. Interviurile au fost luate în Milano. În decembrie 2013 editura Norstedts, îi propune să continue trilogia Milliennium de Stieg Larsson. Romanul apare pe 27 august 2015.

## Opere
- Göran Kropp 8000 plus (1997)
- Änglarna i Åmsele (1998)
- Ett svenskt geni (2000, despre Håkan Lans)
- Stjärnfall (2001)
- Där gräset aldrig växer mer (2002)
- Underbarnets gåta (2003)
- Himmel över Everest (2005)
- Ett svenskt geni – berättelsen om Håkan Lans och kriget han startade (2006)
- Syndafall i Wilmslow (2009)
- Jag är Zlatan Ibrahimović (2011)
- Det som inte dödar oss (2015)

## Opere traduse în limba română
- Prizoniera în pânza de paianjen (Continuarea trilogiei Millennium), Editura Trei, 2015, ISBN 9786067195002